# П-5
П-5 (індекс УРАВ ВМФ — 4К34, за класифікацією МО США і НАТО: SS-N-3c Shaddock) — радянська крилата ракета для запуску з підводних човнів. Комплекс був прийнятий на озброєння підводного човна в 1959 році. Розроблення виконувало ОКБ-52.
Перша у світі ракета з крилом, що автоматично розкривається в польоті, та стартує з герметичного контейнера, що має мінімальні габарити. Ці рішення визнані класичними у вітчизняному та світовому ракетобудуванні та застосовувалися практично у всіх подальших розробках у цій галузі. Старт ракети виконувався з надводного положення підводного човна.
Комплекс призначався для ураження адміністративних, промислових, військових об'єктів і військово-морських баз, розташованих як узбережжі, так і в глибині території противника.

## Історія
17 серпня 1955 року було видано наказ по штабу радянської атомної промисловості, міністерству середнього машинобудування СРСР. Документ, підписаний заступником голови Мінсередмашу Борисом Ванниковим, зобов'язував Дослідне конструкторське бюро № 52 міністерства авіаційної промисловості створити на замовлення Міноборони в кількості 40 штук «дослідні літаки-снаряди» системи П-5 для озброєння підводного човна. Цим же наказом керівництву Мінсередмашу та його організаціям було доручено видати ОКБ-52 технічні вимоги до бойової частини (тобто ядерної боєголовки) такого літака-снаряду та її використання, а також погодити з конструкторами системи П-5 їхні зустрічні пропозиції щодо бойової частини.
На базі П-5 були розпочаті 1959 р. роботи по створенню ракети П-7 та виконувалися її випробування. Передбачалося що пускова установка буде така ж як і на П-5Д, дальність польоту до 1000 км. Контрольні успішні пуски двох ракет з підводного човна були виконані у жовтні 1964 року. Загалом з човна виконано 23 пуски ракет П-7 до серпня 1965 р. Але в результаті роботи були згорнуті 1965 р. з нетехнічних причин (у зв'язку з успіхами балістичних ракет).
Розробка та створення комплексу відзначені Ленінською премією, підприємство нагороджено орденом Леніна.

## Модифікації

### П-5Д

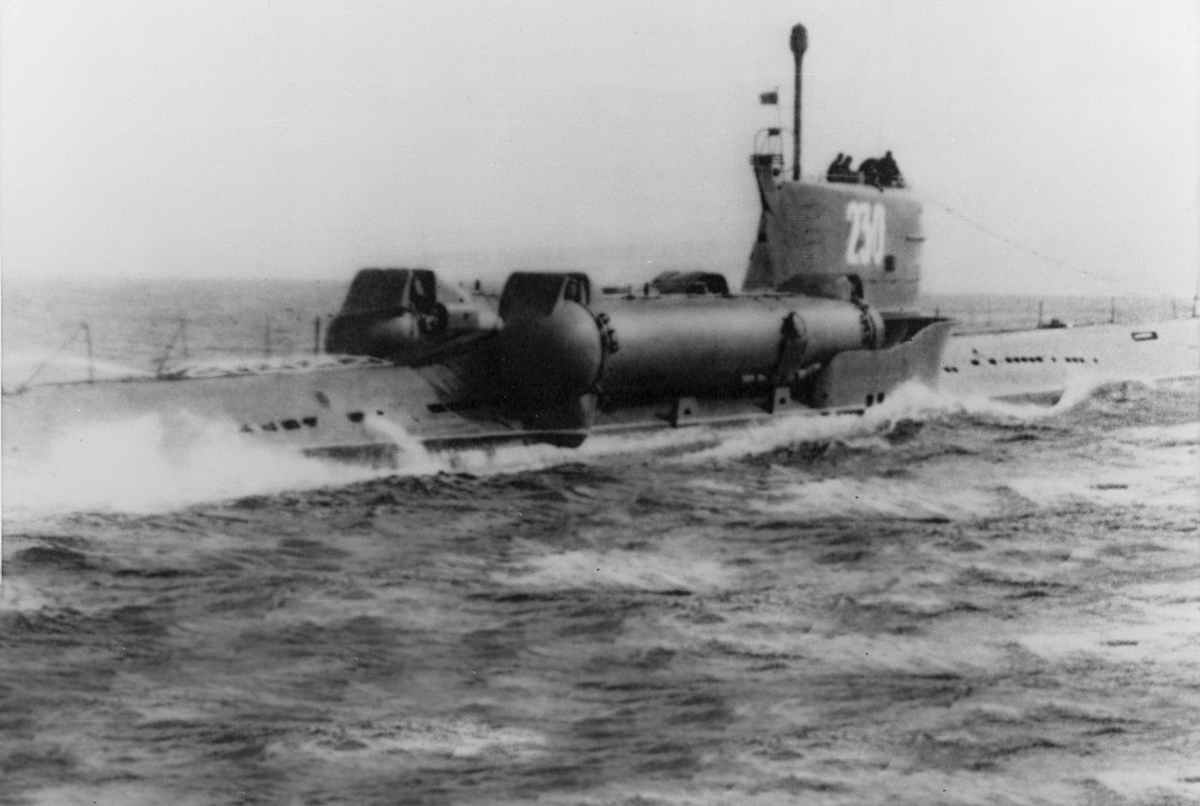
Модифікація підводного човна проекту 613 із двома пусковими установками ракет П-5 (проєкт 644)

Ракета П-5Д (індекс УРАВ ВМФ — 4К95) є модифікацією ракети П-5 за рахунок включення до складу системи управління КР доплерівського вимірювача швидкості кута і зносу, а також введення більш точних курсових гіроскопів, чим забезпечувалася підвищена точність влучення в ціль. На базі П-5Д розроблено комплекси морського та наземного базування (С-5). 2 березня 1962 року комплекс П-5Д був прийнятий на озброєння.

### Інші[4]
- П-5СН — дослідна КР з радіовисотоміром РВ-5М (1959 р.);
- П-5РГ — ракета з АРЛС ГСН для стрільби по кораблям (ескізний проєкт — 1959 р.);
- П-5К — ракета 4К95К — не ідентифікована;
- П-5ХВ-10 — дослідна ракета з противорадіолокаційним покривом ХВ-10, випробування — 1962 р.

## Тактико-технічні характеристики
- Маса: 4300 кг
- Дальність стрільби: 500 км.
- Швидкість польоту: 1250 км/год
- Бойова частина:
  - Фугасна
  - Ядерна — типу РДС-4, 200 кт (пізніше 650 кт)
  - Маса БЧ — 800—1000 кг
- Маршовий двигун: ТРД КРД-26
  - Тяга — 2,25 т
- Прискорювачі: 2×РДТТ
  - Загальна тяга — 36,6 т
  - Час роботи — 2 сек.
- КВО: — до 3 км.[5]